# Edmonton

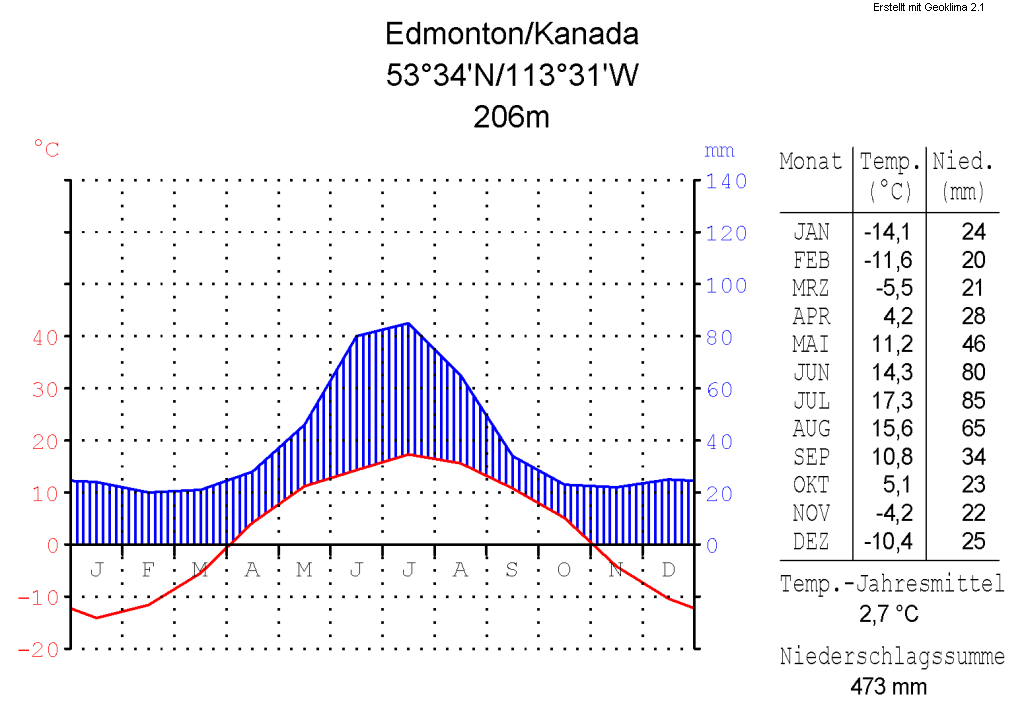
Diagram klimatyczny dla Edmonton

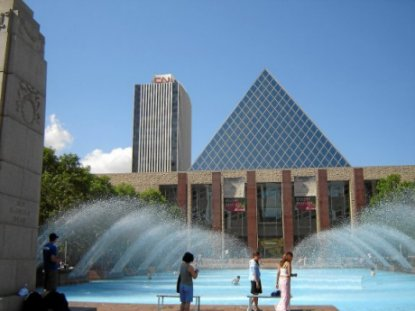
Ratusz Edmonton

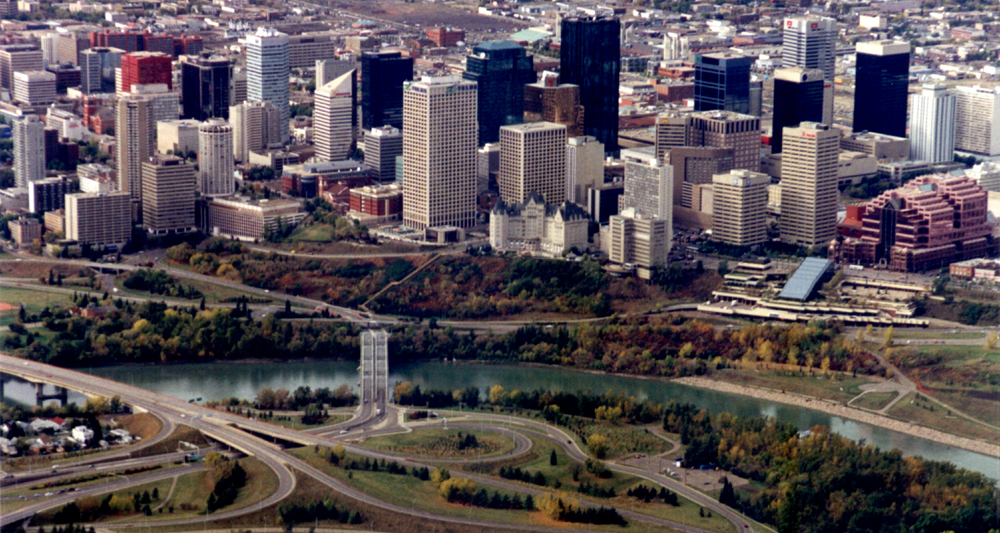
Centrum Edmonton

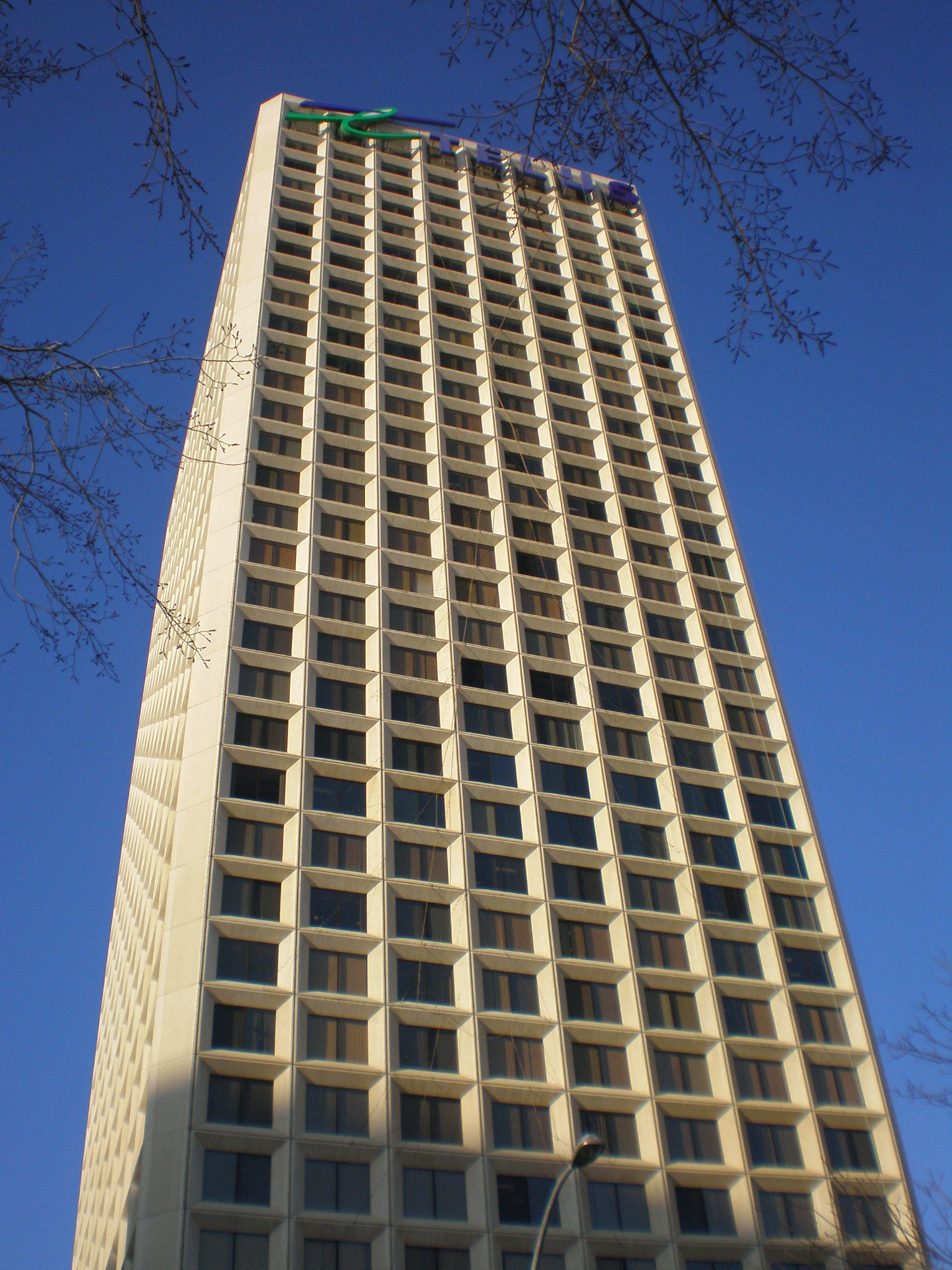
Wieżowiec ATB Place były wieżowiec Telus Plaza

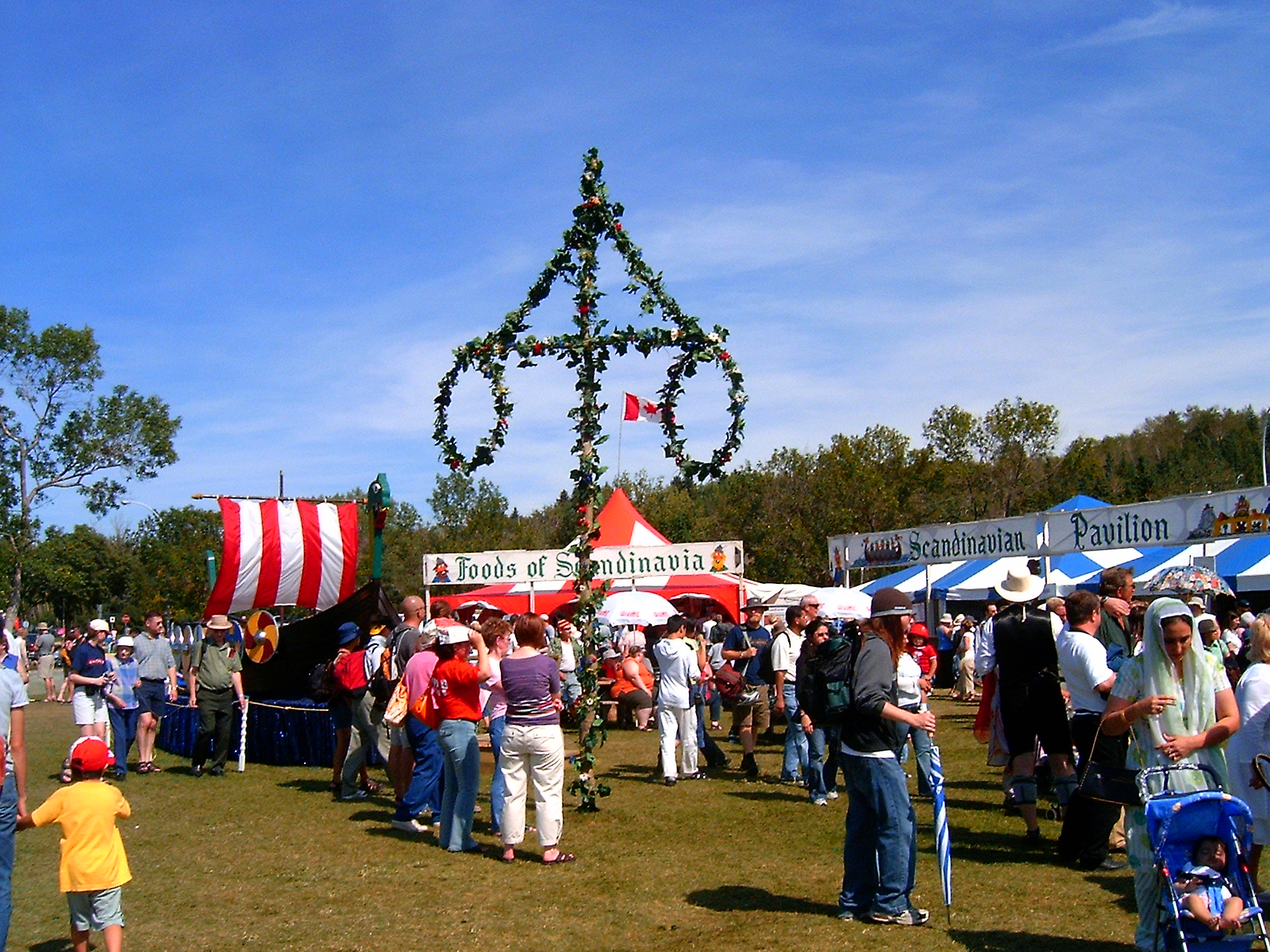
Festiwal Heritage w Edmonton, Pawilon Skandynawski

Edmonton – miasto położone w zachodniej Kanadzie, leżące na preriach kanadyjskich, nad rzeką Saskatchewan Północny. Edmonton stało się stolicą kanadyjskiej prowincji Alberta 1 września 1905 r.
Ludność miasta wynosi 730 372 (2006), a w aglomeracji 1 034 945 (2006) mieszkańców. Jest to drugie co do wielkości miasto Alberty po Calgary. Jest jednym z najnowocześniejszych miast zachodniej Kanady. Wraz z Calgary tworzy serce gospodarcze i finansowe bogatej prowincji Alberty. Łącznie miasta te skupiają przeszło 80% populacji całej prowincji, co daje obraz stopnia urbanizacji tych terenów. Ważny ośrodek naukowo-kulturalny (Uniwersytet Alberty, liczne festiwale).

## Metropolia
Aglomerację Edmonton zamieszkuje 1 040 000 osób. Największe miasta metropolii (poza Edmonton) to (liczba ludności według danych z 2006 r.):
- St. Albert (57,7 tys.)
- Spruce Grove (19,4 tys.)
- Leduc (16,9 tys.)
- Fort Saskatchewan (14,9 tys.).

## Geografia
Edmonton leży w zachodniej Kanadzie, w północnej części północnoamerykańskich Wielkich Równin. Region ten zwany jest Wyżyną Saskatchewan i ciągnie się od podnóża Gór Skalistych kilkaset kilometrów na wschód. Lekko falisty teren wyżyn pokrywają żyzne czarnoziemy, co zadecydowało o rozwoju tutejszego rolnictwa i ośrodków miejskich. Samo Edmonton leży nad rzeką Saskatchewan Północny. Początkowo zajmowało tereny w dolinie rzeki, po obu jej stronach, by następnie rozrosnąć się na otaczające ją równiny.

## Klimat
Klimat miasta pozostaje pod wpływem gór, które hamują napływ wilgotnych mas powietrza znad Oceanu Spokojnego. W rezultacie cechuje się on znacznym kontynentalizmem, ze średnią sumą opadów (około 600 mm) oraz dużą różnicą temperatur pomiędzy latem a zimą (odpowiednio 20 st. C i -15 st. C).

## Historia
Edmonton zostało założone w roku 1795 jako osada związana z handlem futrami – faktoria handlowa Kompanii Hudsońskiej. Szybszy rozwój osady nastąpił w 2. połowie XIX w., kiedy wokół miasta zaczęło osiedlać się więcej farmerów. Edmonton odegrało szczególnie ważną rolę w czasie gorączki złota w Klondike jako główny punkt zaopatrzeniowy dla poszukiwaczy ciągnących dalej na północ i zachód. W 1892 r. osada zyskała prawa miejskie, a w 1905 r. została oficjalną stolicą prowincji Alberta. W 1901 roku Edmonton liczyło zaledwie 2,5 tys. mieszkańców. Miasto rozrastało się po obu stronach rzeki, a o dynamice wzrostu może świadczyć fakt, że w 1912 r. liczba jego mieszkańców powiększyła się dwukrotnie. W 1913 r. obie części miasta połączył nowy most, co przyczyniło się do napływu osadników (liczba ludności przekroczyła wówczas 50 tys.). Miasto nadal pełniło głównie funkcję usługowe dla okolicznych farmerów oraz kolonistów w całej północno-zachodniej Kanadzie. Dzięki temu nazwano je „Wrotami Północy”.
Wkrótce po II wojnie światowej w pobliżu miasta odkryto złoża ropy naftowej, a samo Edmonton stało się najważniejszym ośrodkiem petrochemicznym Kanady. Szybko powstawały pola nieustannie pracujących kiwonów i dymiące rafinerie. Najszybszy rozwój przypadł na lata 70. XX w., kiedy w wyniku bliskowschodniego kryzysu naftowego wysokie ceny ropy umożliwiły miejscowym firmom osiągnięcie znacznych zysków. 31 lipca 1987 r. miasto spustoszyło tornado, które zabiło 27 osób.
Dziś Edmonton to ważny węzeł komunikacyjny – kolejowy, drogowy i lotniczy.

## Gospodarka
Gospodarka Edmonton, podobnie jak całej prowincji Alberta, opiera się na dwóch gałęziach gospodarki. Pierwszą jest produkcja rolna, a przede wszystkim uprawa i przetwórstwo zbóż (gł. pszenicy) oraz produkcja mięsna. Drugim filarem miejscowej gospodarki jest rozwijający się od 1947 r. przemysł naftowy. Kilka istniejących w rejonie Edmonton rafinerii połączono rurociągami nie tylko z polami naftowymi Alberty, ale także z innymi ośrodkami wydobywczymi północnej Kanady i Alaski. Przetworzona ropa transportowana jest do dużych centrów przemysłowych na zachodzie i wschodzie kraju. Inne ważne gałęzie przemysłu to produkcja cementu, wyrobów metalowych i skórzanych oraz przemysł maszynowy.
Mimo kryzysu, jaki w ostatnich latach dotyka gospodarkę północnoamerykańską, miasto wciąż notuje wysokie wartości głównych wskaźników ekonomicznych. Wzrost PKB metropolii Edmonton wyniósł w 2003 r. 4,6%, a bezrobocie utrzymywało się na niskim poziomie ok. 5%.

## Populacja i język
Liczba mieszkańców Edmonton wynosi 730 372. Język angielski jest językiem ojczystym dla 71,4%, francuski dla 2,0% mieszkańców (2006).

## Demografia
Średnia gęstość zaludnienia to 1067 osoby/km kw. Mimo ciągłego wzrostu populacji Edmonton ma najmniejszą gęstość zaludnienia spośród wszystkich głównych miast Ameryki Północnej. Wynika to z relatywnie niskich cen gruntu.
Wzrost liczby ludności:
- 1901 – 2500 mieszk.
- 1904 – 8350 mieszk.
- 1913 – 50 000 mieszk.
- 1914 – 72 500 mieszk.
- 1916 – 54 000 mieszk.
- 1981 – 521 000 mieszk.
- 2006 – 730 372 mieszk.

Najważniejsze narodowości:
- Kanadyjczycy – 154 015 mieszk.
- Anglicy – 138 105 mieszk.
- Szkoci – 108 535 mieszk.
- Niemcy – 101 415 mieszk.
- Irlandczycy – 91 590 mieszk.
- Ukraińcy – 85 635 mieszk.
- Francuzi – 72 700 mieszk.
- Chińczycy – 42 880 mieszk.
- Polacy – 38 120 mieszk.
- Indianie północnoamerykańscy – 27 490 mieszk.
- Holendrzy – 26 200 mieszk.
- Hindusi – 24 800 mieszk.
- Norwegowie – 19 165 mieszk.
- Włosi – 17 585 mieszk.
- Szwedzi – 14 810 mieszk.
- Metysi – 14 670 mieszk.
- Filipińczycy – 13 995 mieszk.
- Walijczycy – 11 535 mieszk.

Podział religijny:
- protestanci – 204 770 mieszk. – 31,2%
- katolicy – 193 110 mieszk. – 29,4%
- inni chrześciajnie – 25 815 mieszk. – 3,9%
- muzułmanie – 18 790 mieszk. – 2,9%
- prawosławni – 17 275 miesz. – 2,6%
- buddyści – 13 640 mieszk. – 2,1%
- sikhowie – 9235 mieszk. – 1,4%
- hinduiści – 7525 mieszk. – 1,1%
- inni – 2345 mieszk. – 0,3%
- ateiści – 160 150 mieszk. – 24,4%

Edmonton jest siedzibą arcybiskupstwa katolickiego (Bazylika Katedralna św. Józefa), Ukraińskiego Kościoła Katolickiego w Albercie, Ukraińskiej Cerkwi Prawosławnej w Kanadzie dla całej zachodniej Kanady oraz biskupstwa anglikańskiego. W Edmonton znajduje się pierwszy meczet w Ameryce Północnej – świątynia Al-Rashid, a także świątynie maronitów i mormonów.

## Architektura
Edmonton zajmuje stosunkowo dużą powierzchnię, zważywszy na liczbę mieszkańców. Dzielnica drapaczy chmur zajmuje mniejszą powierzchnię niż w większości północnoamerykańskich metropolii. Wciąż miasto rozrasta się bardziej na boki niż ku górze. Najwyższe wieżowce to: Commerce, ATB Place były Telus Plaza wieżowiec Bell Tower i CN Tower. Architektura jest bardzo nowoczesna. W miejskim krajobrazie ważnym elementem są rozległe, starannie zaprojektowane parki i inne tereny zieleni miejskiej.

## Kultura
W 2007 r. Edmonton było Kanadyjską Stolicą Kultury. Miasto znane jest z licznych festiwali, organizowanych niemal przez całe lato. Wiele imprez odbywa się w kilku dużych parkach miejskich. Najbardziej znanym jest Northlands Park, goszczący m.in. uczestników dorocznych targów farmerskich, rodeo i dni Klondike, kiedy to miasto jeszcze raz ogarnia XIX-wieczna gorączka złota.
Edmonton ma też liczne obiekty teatralne, w tym wielki kompleks Citadel Theatre z pięcioma oddzielnymi scenami. Najbardziej znaną salą koncertową jest natomiast siedziba miejscowej orkiestry symfonicznej.

## Edukacja
Edmonton ma duże zaplecze naukowe i akademickie. W mieście znajdują się:
- Uniwersytet Alberty – (założony w roku 1908)
- NAIT – największa uczelnia techniczna Kanady
- MacEwan University(inne języki)
- Uniwersytet Athabaska  – nie mieszczący się w Edmonton
- Concordia University of Edmonton(inne języki)
- CDI College
- the King’s University College
- Taylor College and Seminary(inne języki)
- kampus University of Lethbridge
- Edmonton Public Schools
- Edmonton Catholic School District.

## Sport
- Edmonton Oilers – klub hokejowy
  - Rexall Place – lodowisko
- Edmonton Oil Kings – klub hokejowy
- Edmonton Rush – klub lacrosse
- Edmonton Eskimos – klub futbolu kanadyjskiego
  - Commonwealth Stadium – stadion
- Mistrzostwa Świata w Lekkoatletyce 2001
- Mistrzostwa Świata Juniorów w Hokeju na Lodzie 2012/Elita

## Polonia
Polonia w Edmonton szacowana jest na około 38 000 osób.
Jest ona skupiona wokół ośrodków:
- Dom Polski w Edmonton
- Parafia Matki Bożej Królowej Polski
- Parafia Różańca Świętego
- Polska Szkoła im. Jana Pawła II (całotygodniowy angielsko-polski program nauczania)
- Polska Szkoła im. Marii Chrzanowskiej (szkoła sobotnia)
- Polska Szkoła im. Henryka Sienkiewicza